# クリスト・ポポフ
クリスト・ポポフ（英語: Christo Popov、2002年5月8日 - ）は、フランスの男子バドミントン選手。
3歳年上の兄にトマ・ジュニア・ポポフがいる。

## 経歴
2019年の世界ジュニア選手権では、銀メダルを獲得した。
2020年にヨーロッパジュニア王者に輝いた。
2023年のヨーロッパ競技大会では、決勝に進出し、世界ランク1位のビクター・アクセルセンに21-16で1セット目を先取するも、16-21, 11-21で逆転され、銀メダルを獲得した。
2024年のドイツ・オープンでは、決勝でラスムス・ゲムケを破って優勝。初のBWFワールドツアータイトル獲得となった。